# Muhsin Yazıcıoğlu
Muhsin Yazıcıoğlu (født 31. december 1954, død 25. marts 2009) var en tyrkisk politiker og medlem af parlamentet i Tyrkiet. Han var leder og grundlægger af partiet (BBP), et højreorienteret, nationalistisk politisk parti. 
Yazıcıoğlu blev født i år 1954, i en lille landsby ved navn Elmali i Sarkisla (Sivas). I Sarkisla studerede han fra grundskole til gymnasium, efter det studerede han veterinær medicin på universitetet i Ankara. 
Yazıcıoğlu døde den 25. marts 2009, ved en helikopteruheld, i den sydøstlige tyrkiske provins Kahramanmaraş, efter et politisk besøg var han på vej til det næste møde i Yozgat kun fire dage før kommunalvalget.